# Neoalosterna capitata
Neoalosterna capitata är en skalbaggsart som först beskrevs av Newman 1841.  Neoalosterna capitata ingår i släktet Neoalosterna och familjen långhorningar. Inga underarter finns listade i Catalogue of Life.